# Carrizal (Venezuela)
Carrizal is een stad en gemeente in de Venezolaanse staat Miranda. Carrizal telt 58.500 inwoners. De hoofdplaats is Carrizal.